# X-29
格魯曼X-29（英語：Grumman X-29）是一架美國實驗飛機，用於測試前掠翼、鴨翼控制面和其他新穎飛機技術。X-29由格魯曼公司研發，兩架由NASA和美國空軍飛行。X-29機身的空氣動力學不穩定性要求使用線傳飛控的電傳操縱系統。複合材料用於控制前掠機翼所經歷的氣動彈性發散扭轉，並減輕重量。這架飛機於1984年首飛，兩架X-29飛機在1991年進行了飛行測試。